# Al-Muslimiyah
Al-Muslimiyah (tiếng Ả Rập: المسلمية, cũng đánh vần Muslimiyeh, Moslemiye, Msalamiyyah hoặc al-Musalmiya), thường được gọi là Mouslimié, là một ngôi làng ở phía bắc Syria, một phần hành chính của quận Mount Simeon của Tỉnh Aleppo, nằm cách đó 16 kilômét (9,9 mi) phía bắc Aleppo. Các địa phương lân cận bao gồm Tell Qarah và Fafin ở phía bắc, Ratyan ở phía tây bắc, Huraytan ở phía tây nam, các khu phố Bustan al-Basha và Sheikh Maqsoud ở Aleppo ở phía nam và Kafr Saghir ở phía đông nam. Theo Cục Thống kê Trung ương Syria (CBS), al-Muslimiyah có dân số 5.916 người trong cuộc điều tra dân số năm 2004.

## Lịch sử
Sepulchres từ thời đại đồ đồng được tìm thấy ở al-Muslimiyah.
Năm 1103, quân Thập tự chinh do Bohemond I của Antioch và Joscelin của Courtenay lãnh đạo đã bắt được al-Muslimiyah và chính xác là một cống nạp lớn từ các cư dân Hồi giáo. Khoản tiền này được sử dụng để trả nợ cho Thập tự quân đã cho vay tiền của Baldwin I ở Jerusalem, người đã trả tiền chuộc cho việc phóng thích trước đó của Bohemond khỏi nhà tù Hồi giáo. Trong một thỏa thuận với Bohemond, nhà cai trị Hồi giáo Seljuk của khu vực, Ridwan của Aleppo, đã đồng ý trả 7.000 vàng và mười con ngựa cho Thập tự quân trong khi Bohemond đồng ý thả tất cả tù nhân Hồi giáo ngoại trừ các sĩ quan bị bắt tại al-Muslimiyah.

### Kỷ nguyên hiện đại

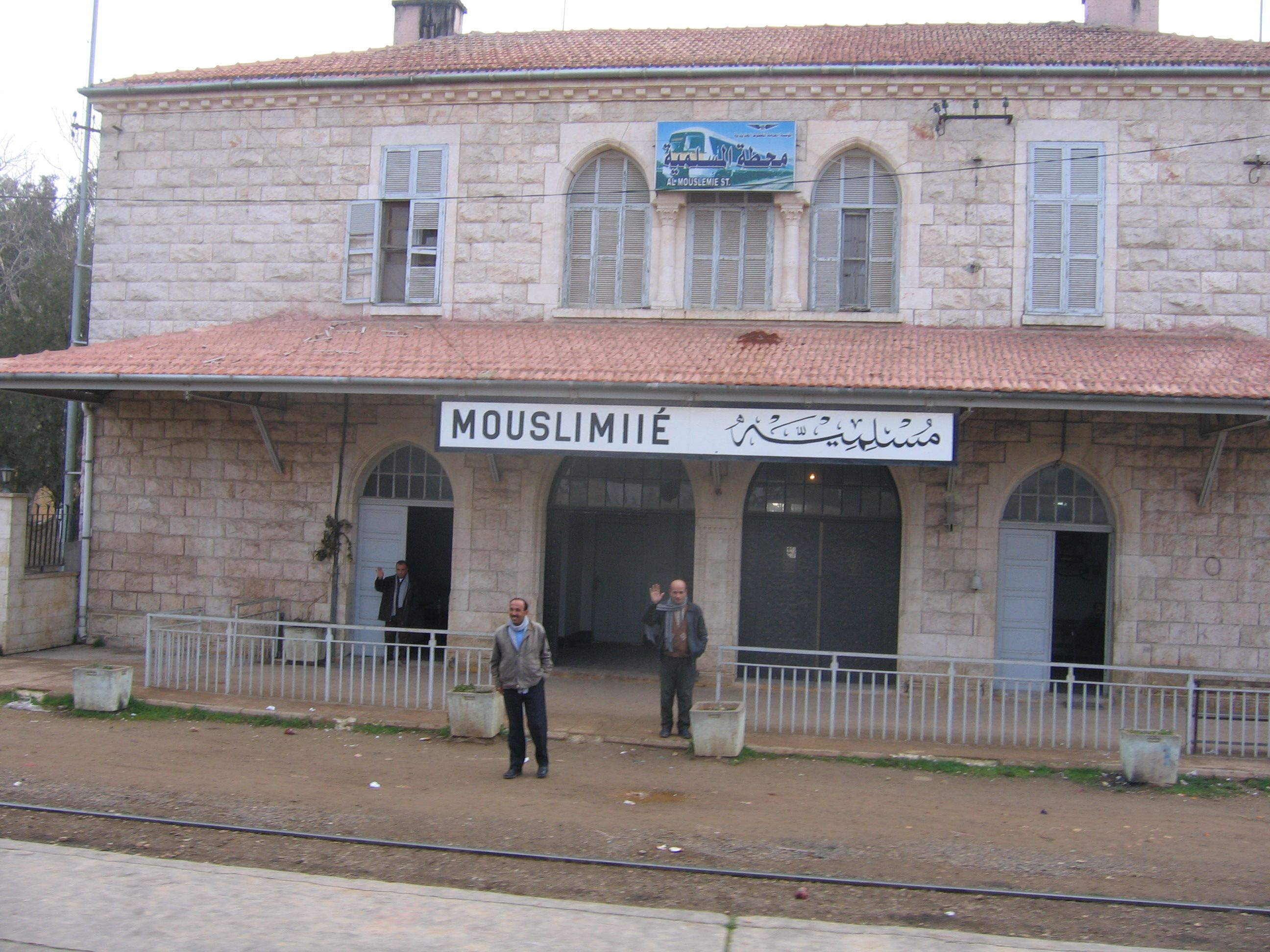
Ga xe lửa Al-Muslimiyah

Al-Muslimiyah đã hình thành một ngã ba của Đường sắt Baghdad nối Aleppo với Mosul. Tuyến đường sắt tiến tới Jarabulus sau ngã ba al-Muslimiyah. Vào ngày 29 tháng 10 năm 1918, vào cuối Thế chiến I, quân đội Ả Rập của Anh và Sharifian đã chiếm được ngã ba đường sắt tại al-Muslimiyah từ Ottoman, giành quyền kiểm soát đường sắt đến Mesopotamia.
Vào ngày 13 tháng 11 năm 1961, bốn nữ công nhân bị thương do vụ nổ mìn ở al-Muslimiyah. Cơ quan cảnh sát và an ninh công cộng Syria báo cáo rằng mỏ là một trong số 30 chiếc bị cuốn vào khu vực từ biên giới với Thổ Nhĩ Kỳ do nước lũ. Năm 1980, việc xây dựng một nhà máy xi măng ở al-Muslimiyah đã hoàn thành và bắt đầu hoạt động. Năng lực sản xuất của nó là 1.000 tấn bê tông mỗi ngày.
Vào ngày 15 tháng 12 năm 2012, trong cuộc nội chiến Syria đang diễn ra bắt đầu vào năm 2011, phiến quân chống chính phủ từ Lữ đoàn Tawhid của Quân đội Syria Tự do (FSA) đã báo cáo đã bắt giữ Hanano Barracks, một học viện bộ binh của quân đội Syria, căn cứ quân sự và trung tâm tuyển mộ tại al-Muslimiyah, sau nhiều tuần chiến đấu. Hanano Barracks có khuôn viên rộng ba km vuông. Một chỉ huy phiến quân hàng đầu từ Lữ đoàn Tawhid, Yusef al-Jadr ("Abu Furat"), đã bị giết trong các cuộc đụng độ trong khi Đài quan sát Nhân quyền Syria đối lập tuyên bố một số lượng lớn phiến quân và binh lính cũng bị giết trong trận chiến. Lữ đoàn phiến quân tuyên bố đã bắt được 100 tù nhân.